# Serra Riccò
Serra Riccò est une commune de la ville métropolitaine de Gênes dans la région Ligurie en Italie.

## Administration
| Période                                  | Période | Identité | Étiquette | Qualité |
| ---------------------------------------- | ------- | -------- | --------- | ------- |
|                                          |         |          |           |         |
| Les données manquantes sont à compléter. |         |          |           |         |

### Hameaux
San Cipriano, Serra, Valleregia, Orero, Pedemonte, Castagna, Mainetto, Prelo

### Communes limitrophes
Casella, Gênes, Mignanego, Montoggio, Sant'Olcese, Savignone